# Six Flags Over Georgia

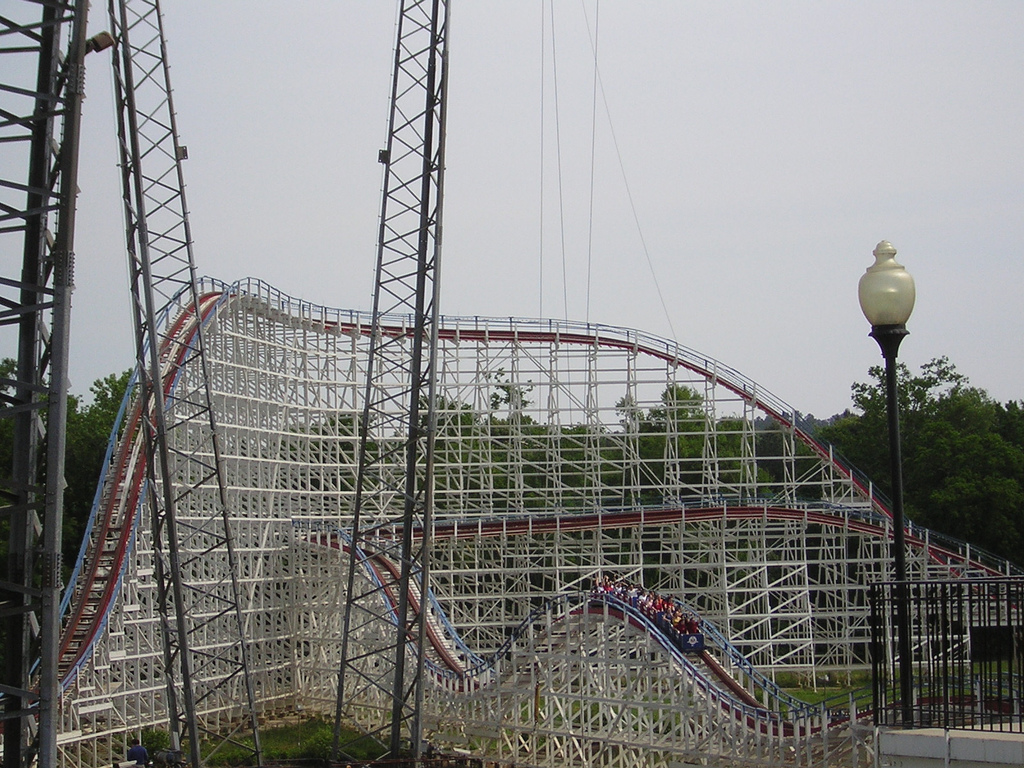
De houten achtbaan, The Great American Scream Machine.

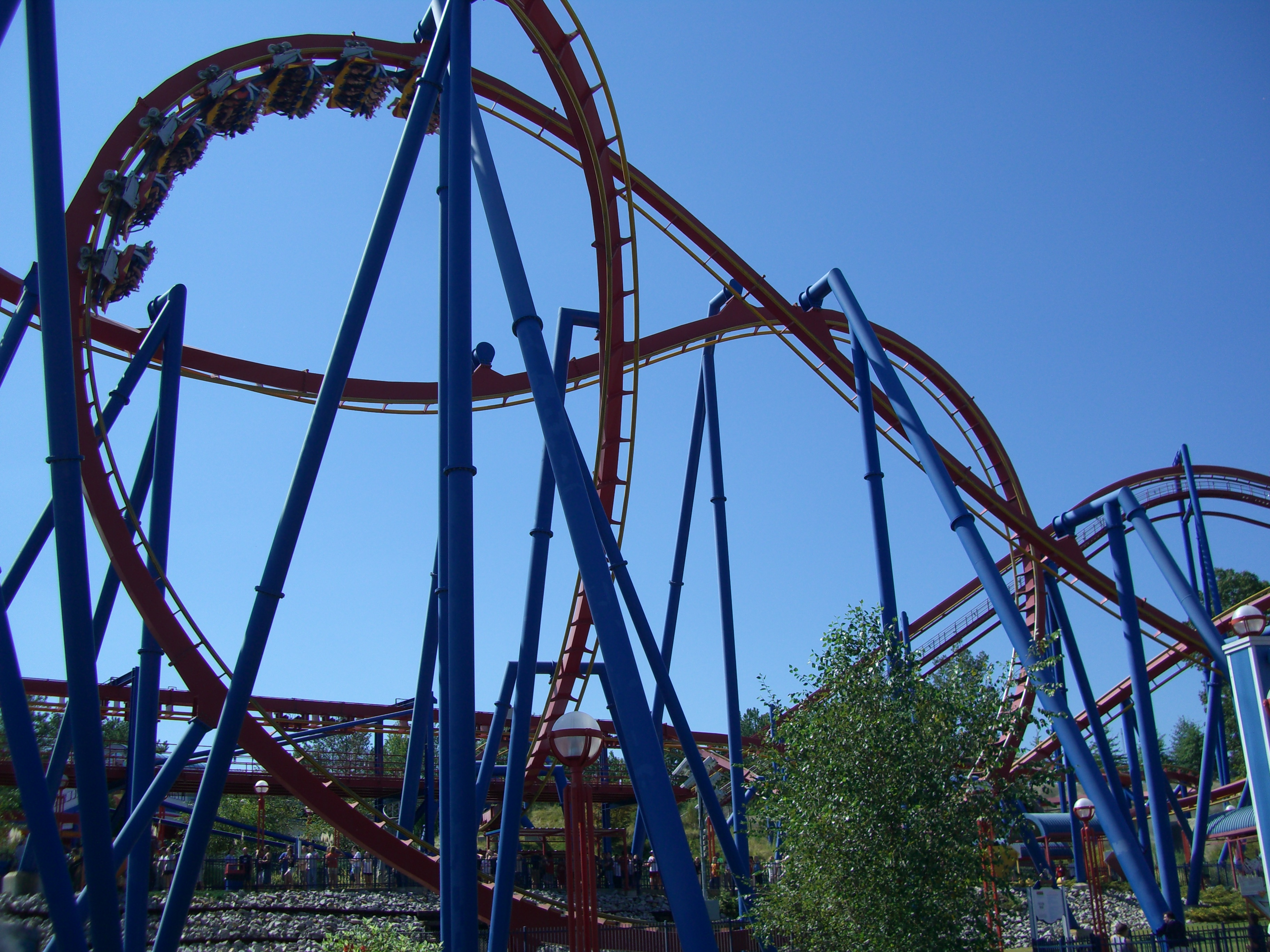
De vliegende achtbaan, Superman: Ultimate Flight.

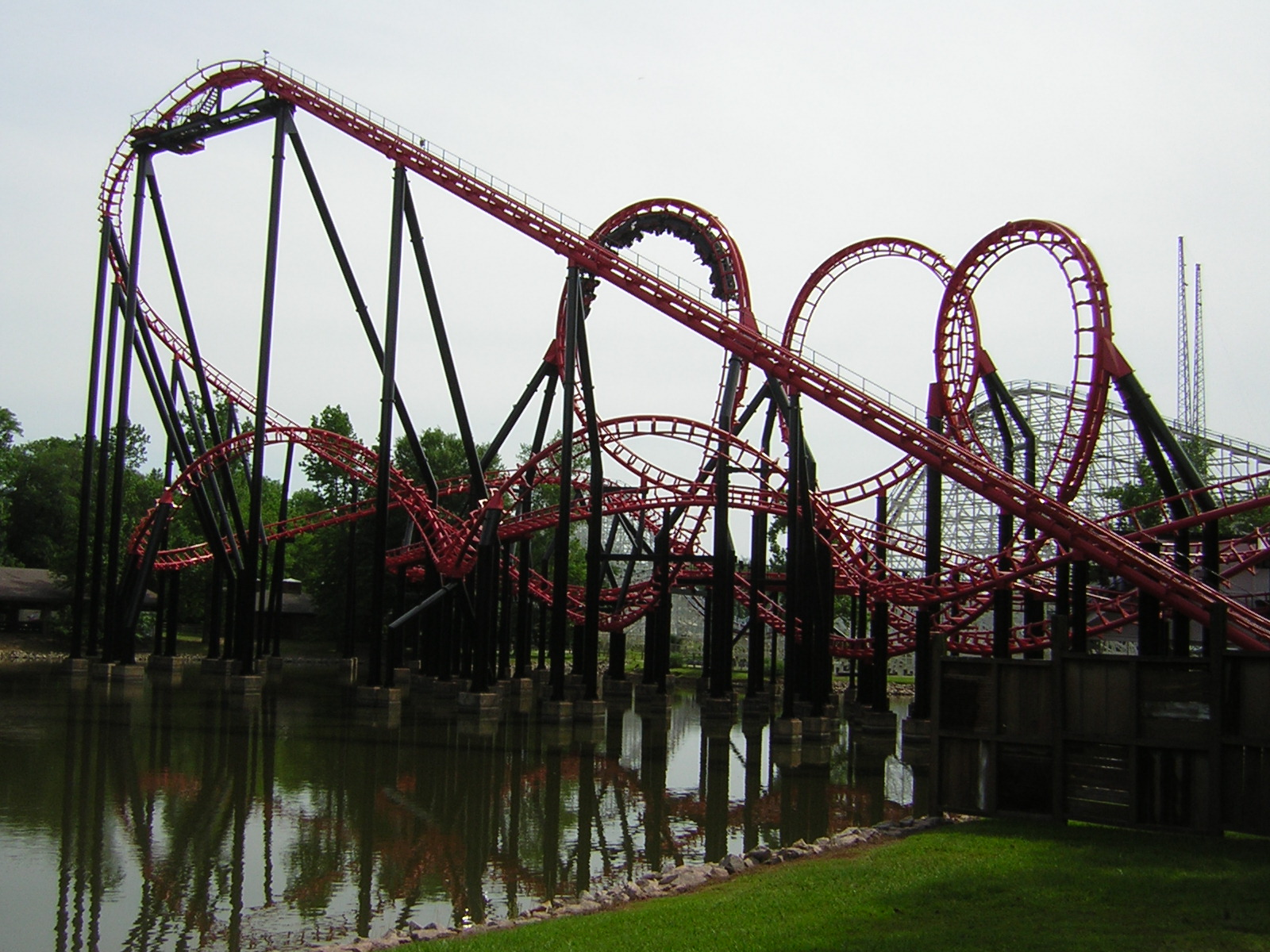
De stalen achtbaan, Ninja.

Six Flags Over Georgia is een pretpark in Austell, Georgia in de Verenigde Staten. Six Flags Over Georgia is na Six Flags Over Texas, het tweede attractiepark van Six Flags. Het park is geopend op 16 juni 1967 en beslaat 1,15 vierkante kilometer. Het park heeft meer dan 40 attracties, waaronder twaalf achtbanen en een apart waterpark.
Het park is geen eigendom van de Six Flags-groep. Het is net zoals bij Six Flags Over Texas in bezit van maximum 120 randpartners maar wordt gerund door Six Flags. Dit heeft in het verleden al enkele problemen veroorzaakt bij onder andere enkele rechtszaken.

## Geschiedenis
- 1964 - Na het succes van Six Flags Over Texas wilde de oprichter Evan Baker nog een park openen. Hij had een geschikte locatie ten westen van Atlanta gevonden en begon met het ontwerpen van het park.
- 1967 - Op 16 juni 1967 opende Six Flags Over Georgia zijn deuren voor bezoekers. Er openden gelijk ook twee stalen achtbanen, namelijk de Dahlonega Mine Train en de Mini Mine Train.
- 1968 - Het themagebied Lickskillet werd toegevoegd aan het park samen met de attracties: Spindletop, Wheel Barrow en de Sky Buckets.
- 1969 - De Sky Hook kwam van Six Flags Over Texas naar het park toe.
- 1972 - De Riverview Carousel kwam van Riverview Park af en opende voor het publiek.
- 1973 - Het themagebied Cotton States Exposition werd toegevoegd, met als hoogtepunt de opening van de houten achtbaan The Great American Scream Machine.
- 1978 - Opening van de stalen achtbaan Mind Bender. Deze achtbaan was gebouwd door Anton Schwarzkopf.
- 1980 - Het themagebied Jolly Roger's Island met het piratenschip The Flying Dutchman openden.
- 1982 - Thunder River opende voor bezoekers.
- 1983 - De Free Fall werd geopend. De Free Fall was tien verdiepingen hoog en gebouwd door de Zwitserse attractiebouwer Intamin AG. De Free Fall werd gesloten in 2007.
- 1986 - Splashwater Falls werd toegevoegd aan het park.
- 1988 - De stalen achtbaan Z-Force werd geopend. Z-Force werd in 1985 gebouwd door Intamin en geplaatst in Six Flags Great America. In 1988 verhuisde de achtbaan naar Six Flags Over Georgia. In 1992 verhuisde de achtbaan weer naar Six Flags Magic Mountain in Californië onder de naam: Flashback. In 2003 heeft het park besloten om Flashback uit elkaar te halen en op te slaan in een loods.
- 1990 - De houten achtbaan Georgia Cyclone opende.
- 1991 - Ragin Rivers kwam in plaats voor een van de twee boomstamattracties.
- 1992 - De stalen achtbaan Ninja kwam vanuit Conkos Party Pier naar Six Flags Over Georgia.
- 1993 - Het themagebied Axis Arena ging open.
- 1994 - Het themagebied Looney Tunes Land werd veranderd in Bugs Bunny World en de Road Runner Runaround werd verwijderd.
- 1995 - De boomerang achtbaan Viper kwam vanuit Six Flags Great America naar Six Flags Over Georgia. Hij heette daar Tidal Wave en is gebouwd door Anton Schwarzkopf.
- 1997 - Six Flags Over Georgia vierde zijn 30ste seizoen. Ook de hangende achtbaan Batman: The Ride was de nieuwste aanwinst voor het park en het themagebied Jolly's Roger's Island veranderden in Gotham City. De achtbaan Mind Bender werd geverfd in de kleur groen. Higlands en het piraten schip de Flying Dutchman werden verwijderd.
- 1998 - De hoofdentree werd aangepast en de Ragin Rivers verdween uit het park.
- 2001 - De boomerang-hang achtbaan Déjà Vu werd geopend en de achtbaan Viper werd gesloten, uit elkaar gehaald en op de personeelsparkeerplaats gezet.
- 2002 - De nieuwe aanwinst Superman: Ultimate Flight opende.
- 2003 - De achtbaan Viper ging verhuizen naar Six Flags Kentucky Kingdom en heette voortaan: Greezed Lightnin'.
- 2005 - Het waterpark Skull Island werd geopend.
- 2006 - De megacoaster Goliath kreeg een plek in het park. Aan het einde van het seizoen werd de Free Fall verwijderd.
- 2007 - Na zes jaar sluit de boomerang-hang achtbaan Déjà Vu.
- 2008 - Het nieuwe themagebied Thomas Town werd geopend.
- 2011 - Dare Devil Dive wordt geopend.
- 2016 - Thomas Town en Bugs Bunny World worden gerenoveerd tot DC Super Friends en Bugs Bunny BoomTown. Verder wordt de achtbaan Ninja aangepakt en gerenoveerd tot Blue Hawk.
- 2017 - Justice League: Battle for Metropolis opent. Deze attractie is een shooter-darkride. Ook wordt Georgia Cyclone gesloten op 30 juli.
- 2018 - Twisted Cyclone opent. Deze achtbaan is een conversie van de vroegere Georgia Cyclone.
- 2019 - Pandemonium, een Zamperla Frisbee, opent.
- 2023: De in 2015 geopende The Joker: Chaos Coaster, een 'achtbaan', waarvan de baan alléén maar uit één looping bestond, moest het veld ruimen voor de duellerende single rail-achtbaan Kid Flash Cosmic Coaster.

## Achtbanen
| Naam                              | Openingsjaar | Type                 | Bouwer                         | Parkdeel              |
| --------------------------------- | ------------ | -------------------- | ------------------------------ | --------------------- |
| Dahlonega Mine Train              | 1967         | Mijntreinachtbaan    | Arrow Dynamics                 | Peachtree Square      |
| The Great American Scream Machine | 1973         | Houten achtbaan      | Philadelphia Toboggan Coasters | Cotton States Section |
| Mind Bender                       | 1978         | Stalen achtbaan      | Anton Schwarzkopf              | Gotham City           |
| Blue Hawk                         | 1992         | Stalen achtbaan      | Vekoma                         | Cotton States Section |
| Batman: The Ride                  | 1997         | Hangende achtbaan    | Bolliger & Mabillard           | Gotham City           |
| Georgia Scorcher                  | 1999         | Staande achtbaan     | Bolliger & Mabillard           | Georgia Section       |
| Superman: Ultimate Flight         | 2002         | Vliegende achtbaan   | Bolliger & Mabillard           | Cotton States Section |
| Wile E. Coyote Canyon Blaster     | 2004         | Familie achtbaan     | Chance Rides                   | Spanish Section       |
| Goliath                           | 2006         | Stalen Megacoaster   | Bolliger & Mabillard           | USA Section           |
| Dare Devil Dive                   | 2011         | Stalen achtbaan      | Gerstlauer                     | USA Section           |
| Twisted Cyclone                   | 2018         | Hybride achtbaan     | Rocky Mountain Construction    | Coastal section       |
| Kid Flash Cosmic Coaster          | 2023         | single rail-achtbaan | Rocky Mountain Construction    | Gotham City           |

### Verdwenen achtbanen
| Naam            | Jaar opening | Jaar sluiting | Type                | Constructeur      |
| --------------- | ------------ | ------------- | ------------------- | ----------------- |
| Mini Mine Train | 1967         | 1988          | Mijntreinachtbaan   | Arrow Dynamics    |
| Z-Force         | 1988         | 1990          | Stalen achtbaan     | Intamin AG        |
| Viper           | 1995         | 2001          | Stalen achtbaan     | Anton Schwarzkopf |
| Déjà Vu         | 2001         | 2007          | Omgekeerde achtbaan | Vekoma            |
| Georgia Cyclone | 1990         | 2017          | Houten achtbaan     | Dinn Corporation  |

### Huidige attracties
| Naam                            | Parkdeel                                                                                         | Jaar opening | Type                    | Bouwer                  |
| ------------------------------- | ------------------------------------------------------------------------------------------------ | ------------ | ----------------------- | ----------------------- |
| Six Flags Railroad              | - Peachtree Square (Marthasville Railroad Station) - French Section (Rabun Gap Railroad Station) | 1967         | Trein                   |                         |
| Confederate Sky Buckets         | Peachtree Square                                                                                 | 1967         | Kabelbaan               | Von Roll                |
| Lickskillet Sky Buckets         | Lickskillet                                                                                      | 1967         | Kabelbaan               | Von Roll                |
| Hanson Cars                     | Cotton States Section                                                                            | 1967         | Rondrit                 |                         |
| Log Jammer                      | Georgia Section                                                                                  | 1968         | Wildwaterbaan           | Arrow Dynamics          |
| The Riverview Carousel          | Cotton States section                                                                            | 1972         | Draaimolen              | PTC                     |
| Dodge City Bumper Cars          | Cotton States section                                                                            | 1973         | Botsauto                | Soli                    |
| Wheelie                         | Lickskillet section                                                                              | 1977         | Enterprise              | Anton Schwarzkopf       |
| Monster Mansion                 | French section                                                                                   | 1981         | Darkride                |                         |
| Thunder River                   | Lickskillet section                                                                              | 1982         | Wildwaterbaan           | Intamin AG              |
| Splash Water Falls              | Lickskillet section                                                                              | 1986         | Wildwaterbaan           | Hopkins                 |
| Fearless Freeps Dare Devil Dive | Cotton States section                                                                            | 1996         | Skycoaster              |                         |
| Goldtown Racer                  | Lickskillet section                                                                              | 1999         | Go-karting              | J & J Amusements        |
| Acrophobia                      | Peachtree Square section                                                                         | 2001         | Vrije val               | Intamin AG              |
| Gotham City Crime Wave          | Gotham City                                                                                      | 2004         | Zweefmolen              | Zierer                  |
| Rockin' Tug                     | Cotton States section                                                                            | 2004         | Rockin' Tug             | Zamperla                |
| Shake, Rattle & Roll            | USA section                                                                                      | 2004         |                         | Eli Bridge Company      |
| Up, Up & Away                   | Cotton States section                                                                            | 2004         | Luchtballonnencarrousel | Zamperla                |
| Skull Island                    | Cotton States section                                                                            | 2005         | Waterglijbaan           | Proslide Technology Inc |

## Ongelukken
In Mei 2002 is een 58-jarige man uit Atlanta om het leven gekomen bij de achtbaan Batman: The Ride. Hij was in een verboden gebied onder de achtbaan gekomen. Toen er een trein aankwam werd de man bij zijn hoofd geraakt door benen van de bezoekers. Hij werd zwaargewond naar het ziekenhuis vervoerd waar hij aan zijn verwondingen is overleden. De achtbaan is een dag dicht gebleven voor onderzoek.
Op 28 juni 2008 bezocht een 17-jarige jongen samen met zijn ouders en een kerkgezelschap uit South Carolina de achtbaan Batman: The Ride. De jongen klom over twee hekken van twee meter hoog. Toen de achtbaan er aan kwam werd hij onthoofd door de trein en vloog tegen een paal aan. Het is onduidelijk waarom de jongen over de hekken is geklommen. Er stonden namelijk borden met 'Gevaarlijk' en 'Verboden voor onbevoegden'. De achtbaan is de hele dag dicht gebleven uit respect voor de familie. Sommige mensen zeggen dat hij een hoed wilde gaan halen die hij verloren was en anderen zeggen dat hij niet wilde wachten voor de achtbaan.